# Buthus orientalis
Buthus orientalis – gatunek skorpiona z rodziny Buthidae, zamieszkującego Egipt.

## Taksonomia
Gatunek ten opisany został w 2012 roku przez Wilsona Lourenço na podstawie 21 okazów z kolekcji Eugène'a Simona (żył w latach 1848 – 1924) o nieustalonej dacie odłowu, pochodzących z Aleksandrii. E. Simon jest autorem nazwy gatunkowej orientalis nawiązującej do wschodniego rejonu Afryki Północnej, gdzie odłowiono materiał typowy.

## Opis
Samce osiągają 68, a samice 62 mm długości ciała, co daje rozmiary przeciętne jak na przedstawicieli rodzaju Buthus. Podstawowa barwa ciała żółtawa. Na karapaksie brązowe do czarniawych kropki wokół oczu środkowych. Na tergitach pojedynczy, podłużny, brązowy pas. Żeberka (carinae) zaodwłoku rudożółte. Telson żółtawy z wierzchołkiem kolca (aculeus) ciemnym, prawie czarnym. Nogogłaszczki żółtawe z rudawymi żeberkami i słabą chetotaksją. Żeberkowanie i granulowanie umiarkowane do silnie zaznaczonego. Żeberka na II i III segmencie zaodwłoku silnie płatkowate. Wszystkie segmenty zaodwłoku dłuższe niż szersze ze słabą chetotaksją. Nogogłaszczki smukłe, o krótkich palcach u obu płci. Oba palcem z 10 rządkami granulek. Grzebienie u samców z 28-31, a u samic 24-27 ząbkami. 
Od podobnego Buthus adrianae gatunek ten odróżnia się brzusznymi żeberkami II i III segmentu zaodwłoku silnie płatkowanymi, jasno żółtawymi tergitami z pojedynczym, ciemniejszym, podłużnym pasem oraz silnie kulistym pęcherzykiem telsonu i krótszym od tego pęcherzyka kolcem (aculeus).

## Występowanie
Gatunek ten jest endemitem Egiptu. W przeszłości wykazany został z Aleksandrii. Obecnie obszar ten jest silnie zurbanizowany i uprzemysłowiony. H. El-Hennawy nie stwierdził w swych badaniach z 1992 roku występowania skorpionów z rodzaju Buthus na tym obszarze. Brak znanych współczesnych stanowisk tego gatunku.